# Siemens S4

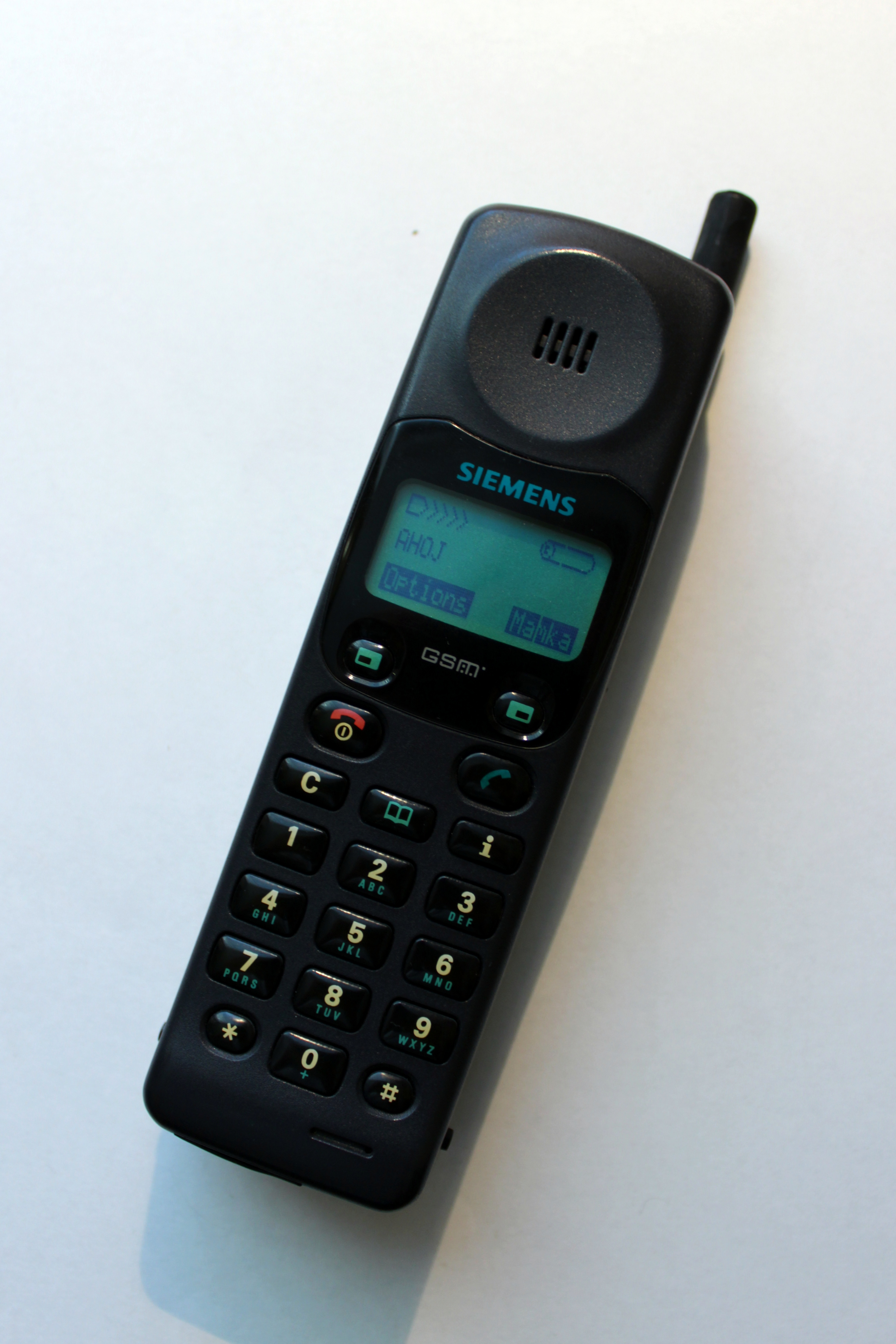
Siemens S4

Das Siemens S4 ist ein Mobiltelefon von Siemens, das auf der Cebit 1995 vorgestellt wurde und ab Sommer 1995 aktiv vermarktet wurde. Das S4  unterstützt nur das D-Netz bei 900 MHz (P-GSM) mit dem Fullrate-Codec.

## Eigenschaften
Das S4 zeichnet sich durch eine gute Empfangsqualität bei schlechter Funkabdeckung aus. Das Gerät hat im Vergleich zu heutigen Mobiltelefonen einen hohen Stromverbrauch. Im damaligen Vergleich war die Standby-Zeit von bis zu 50 Stunden durch die erstmals in einem Mobiltelefon verwendeten Lithium-Ionen Akkus (1.200 mAh) beeindruckend. 
Im vierten Quartal 1996 kam das Siemens S4 Power heraus, welches einen größeren Akku (1.350 mAh) und damit eine deutlich längere Gesprächszeit hatte. Optisch unterschied es sich durch eine modifizierte ausziehbare Antenne, bei der der kompakte Wendelkopf am Gerät verbleibt und nicht mit ausgezogen wird.

## Features
Das Gerät hat einen versteckten Monitormodus, der mit einer speziellen Tastenkombination aktivierbar ist. Ein weiteres Merkmal ist die ausziehbare Antenne, die, wenn sie voll ausgezogen und eingerastet ist (nur dann wird der Kontakt zur Antenne hergestellt), eine deutliche Empfangsverbesserung ermöglicht. Abgesehen vom Telefonieren und SMS-Verkehr bietet das Gerät sonst keine nennenswerten Zusatzfunktionen.

## Zubehör
Als Originalzubehör wurde unter anderem eine Freisprecheinrichtung mit externer Antenne für den Kfz-Betrieb angeboten. Ebenso hilfreich sind die Ladeschalen, die das Gerät stehend halten, und über Federkontakte den Akku laden. Zusätzliche Wechselakkus können direkt an der Ladeschale geladen werden.